# Бариляк Марія Кирівна

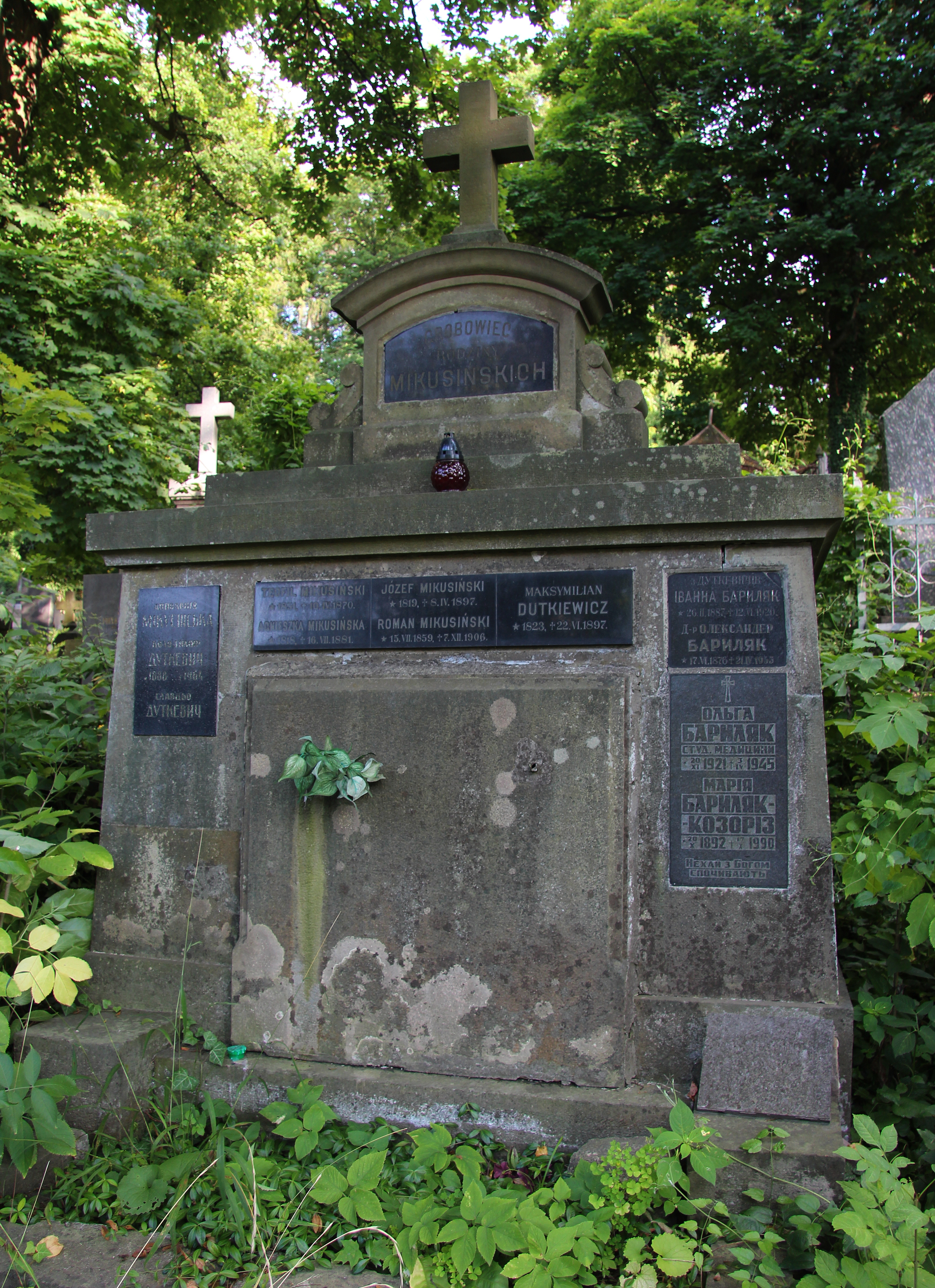

Марі́я Ки́рівна Бариля́к (Козоріс; нар. 20 жовтня 1892, м. Калуш, нині Івано-Франківської області — пом. 30 жовтня 1990, Львів) — українська дитяча письменниця. Сестра письменника Михайла Кировича Козоріса.

## Життєпис
1913 — закінчила вчительську семінарію у Львові.
До 1920 працювала вчителькою у Володимирі-Волинському.
З 1920 — мешкала і працювала у Львові. Друкувалася в журналах «Жіноча доля», «Світ дитини» та ін.
Похована у гробівці на полі № 2 Личаківського цвинтаря.

## Твори
- 1920 — Сон Федька (друга премія літературного конкурсу журналу «Світ дитини»)
- 1927 — Побіда
- 1928 — Весна йде!
- 1929 — Великодний сон
- 1929 — Пластун Савко
- 1930 — Повінь
- 1930 — композиція зі співами й хороводами «Свято Матері»
- 1931 — Ой, зацвіли фіялочки…
- 1931 — Старенька мати
- 1933 — Мати
- 1935 — Над рікою
- 1982 — Сестра про брата
- 1982 — Спогади про Малицьку (зі слів Марії літературознавець Федір Погребенник, записавши історію пісні Костянтини Малицької «Чом, чом, чом, земле моя», установив її походження)

## Родина
Дружина фольклориста Олександра Бариляка, мати професора-медика Романа Бариляка, бабуся професора Ігоря Бариляка.
Рідна сестра письменника Михайла Кировича Козоріса. 1982 року опублікувала спогади про нього — «Сестра про брата».